# Tom Norton
Tom Norton Ltd. war ein britischer Hersteller von Automobilen.

## Unternehmensgeschichte
Das Unternehmen aus Llandrindod Wells begann 1913 mit der Produktion von Automobilen. Der Markenname lautete Norton. Im gleichen Jahr endete die Produktion. Insgesamt entstanden nur wenige Fahrzeuge. Es bestand keine Verbindung zu Norton Motorcycles.

## Fahrzeuge
Das einzige Modell war ein Cyclecar. Die Karosserie bestand im Prinzip aus zwei Seitenwagen. Ein luftgekühlter V2-Motor war vorne im Fahrzeug montiert und trieb über eine Kardanwelle die Hinterachse an.